# 上岡哲生
上岡 哲生（かみおか てつお、1967年8月1日 - ）は、日本の裁判官。東京地方裁判所判事、最高裁判所調査官を経て東京高等裁判所判事。

## 経歴
- 1993年 - 東京地方裁判所判事補
- 1995年4月1日 - 釧路地方裁判所・釧路家庭裁判所判事補
- 1997年2月21日 - 最高裁判所事務総局民事局付、東京地方裁判所判事補、東京簡易裁判所判事
- 1997年4月1日 - 東京地方裁判所判事補、東京簡易裁判所判事
- 2000年7月10日 - 最高裁判所事務総局広報課付、東京地方裁判所判事補、東京簡易裁判所判事
- 2002年4月1日 - 長崎地方裁判所厳原支部判事補・長崎家庭裁判所厳原支部判事補、上県簡易裁判所判事
- 2003年4月1日 - 長崎地方裁判所厳原支部判事・長崎家庭裁判所厳原支部判事、上県簡易裁判所判事
- 2004年4月9日 - 東京地方裁判所判事（刑事第7部）、東京簡易裁判所判事
- 2008年4月　最高裁判所調査官、東京地方裁判所判事、東京簡易裁判所判事
- 2012年 - 広島地方裁判所判事、広島家庭裁判所判事、広島簡易裁判所判事
- 2013年 - 広島地方裁判所部総括判事、広島家庭裁判所部総括判事、広島簡易裁判所判事
- 2015年 - 大阪地方裁判所部総括判事、大阪家庭裁判所部総括判事、大阪簡易裁判所判事
- 2019年 - 東京高等裁判所判事

## 主な裁判
- 2005年2月7日 - 東京地方裁判所において、覚醒剤取締法違反などの罪に問われた元タレントの田代まさしに対して、懲役3年6月（求刑懲役4年6月）の実刑判決。
- 2007年7月2日 - 東京地方裁判所において、訪問介護対象者を殺害して現金を奪ったホームヘルパーに対し、訪問介護の制度に不安感を生じさせた社会的影響を軽視できないとして、求刑通り無期懲役の判決。
- 2014年2月 - 広島地裁で今年2月にあった強盗事件の判決で、裁判官が刑の下限より軽い判決を言い渡し、検察がそのミスを知りながら控訴せずに違法な判決を確定させていたことが分かった。広島地検が19日発表した。ミスに気付いた裁判官が担当検事に誤りを伝えたが、相談を受けた先輩検事は「被告に不利益な判決ではなく執行猶予も付いている。あえて控訴して是正する必要はない」とアドバイス。控訴が見送られていた。

| スタブアイコン | サブスタブ | この項目は、まだ閲覧者の調べものの参照としては役立たない、人物に関連した書きかけの項目です。この項目を加筆・訂正などしてくださる協力者を求めています（P:人物伝/PJ:人物伝）。 |